# Quentin Colard
Quentin Colard (12 de agosto de 1987) es un deportista francés que compitió en remo. Ganó una medalla de bronce en el Campeonato Mundial de Remo de 2006, en la prueba de cuatro scull ligero.

## Palmarés internacional
| Campeonato Mundial | Campeonato Mundial | Campeonato Mundial | Campeonato Mundial  |
| Año                | Lugar              | Medalla            | Prueba              |
| ------------------ | ------------------ | ------------------ | ------------------- |
| 2006               | Eton (Reino Unido) | Medalla de bronce  | Cuatro scull ligero |